# Conaire Cóem
Conaire Cóem ("El hermoso"), hijo de Mug Láma, hijo de Coirpre Crou-Chend, hijo de Coirpre Firmaora, hijo de Conaire Mór, fue, según la leyenda medieval irlandesa y la tradición histórica, el 111.º Rey supremo de Irlanda Llegó al poder en la muerte de su suegro Conn Cétchathach, y gobernó por siete u ocho años, al final de los cuales fue asesinado por Nemed, hijo de Sroibcenn, en la batalla de Gruitine. Fue sucedido por Art, hijo de Conn. 

## Marco de tiempo
El Lebor Gabála Érenn sincroniza su reinado con el del emperador Romano Cómodo (180–192). La cronología de Geoffrey Keating, el  Foras Feasa ar Éirinn data su reinado en 136–143, mientras que el Anales de los Cuatro Maestros en 157–165.

## Hecho
Conaire Tuvo tres hijos con la hija de Conn, Saraid. De su tercer hijo vino el Síl Conairi, nombrado así por el mismo Conaire Cóem o por su antepasado Conaire Mór.
- Cairpre Músc, antepasado de los Múscraige y de Corcu Duibne
- Cairpre Baschaín, antepasado de los Corcu Baiscind
- Cairpre Riata, antepasado de los Dál Riata